# Хемингуэй, Тоби
Тоби Хемингуэй (англ. Toby Hemingway; род. 28 мая 1983 года, Брайтон) — английский актёр.

## Биография
Родители Тоби — писатели Майк и Анна-Мария Хемингуэй, у него есть старший брат Джей. Тоби родился в английском городе Брайтон, в тринадцать лет вместе с мамой переехал в город Охай в Калифорнии. В 2001 году он окончил старшую школу Лорен Спрингс и поступил в Американскую академию драматического искусства в Нью-Йорке, где получил учёную степень в области изобразительных искусств.
В 2005 году Хемингуэй играл эпизодические роли в телесериалах «Вечное лето» и «Кости». В 2006 году получил одну из главных ролей в фильме ужасов «Сделка с дьяволом». В 2010 году сыграл небольшую роль в фильме «Чёрный лебедь» и снялся в клипе Тейлор Свифт на песню «Mine». С января 2012 года снимается в сериале телекомпании Fox «Искатель».

## Фильмография
| Год  |     | Русское название                  | Оригинальное название | Роль               |
| ---- | --- | --------------------------------- | --------------------- | ------------------ |
| 2004 | кор |                                   | Indio, USA            | Рики               |
| 2005 | с   | Вечное лето                       | Summerland            | Джейсон Уорнер     |
| 2005 | с   | Кости                             | Bones                 | Такер Пэттисон     |
| 2006 | ф   | Сделка с дьяволом                 | The Covenant          | Рид Гарвин         |
| 2007 | ф   | Праздник любви                    | Feast of Love         | Оскар              |
| 2008 | с   | C.S.I.: Место преступления Майами | CSI: Miami            | Трей Холт          |
| 2010 | ф   | Чёрный лебедь                     | Black Swan            | Том                |
| 2011 | ф   | Время                             | In Time               | страж времени Корс |
| 2011 | ф   | Улица                             | 1 Out of 7            | Эрик               |
| 2011 | ф   | В темноте                         | Into the Darkness     | Чейз               |
| 2012 | ф   | Воспроизведение                   | Playback              | Квин               |
| 2012 | с   | Искатель                          | The Finder            | Тимо Прауд         |
| 2012 | ф   | Тихий вор                         | The Silent Thief      | Бреннан Марли      |
| 2013 | ф   | Сироп                             | Syrup                 | рассказчик         |
| 2014 | ф   | Эксперимент Ганцфельда            | The Ganzfeld Haunting | Грейвз             |
| 2014 | ф   | Не попавший в команду             | Undrafted             | Палакко            |
| 2014 | кор | Добрый самаритянин                | Good Samaritan        | Натан Рим          |
| 2014 | ф   |                                   | Division 19           | Барка              |
| 2014 | ф   | Чарли, Тревор и девушка Саванна   | Doctor Me             | Тревор             |